# Charles Paul Alexander
Charles Paul Alexander, född 25 september 1889 i Gloversville, New York, död 3 december 1981, var en amerikansk entomolog.
Charles Paul Alexander var son till Emil Alexander och Jane Alexander (född Parker). Fadern hade emigrerat till USA 1873 och då bytt sitt efternamn från Schlandensky till Alexander. Charles Paul Alexander började studera vid Cornell University 1909, och mottog sin kandidatexamen 1913 och sin Ph. D. 1918. Mellan åren 1917 och 1919 arbetade han som entomolog vid University of Kansas, och 1919 till 1922 vid University of Illinois.
Han blev professor i enomologi vid Massachusetts Agricultural College i Amherst. Han studerade Diptera och då speciellt familjen Tipulidae. Han beskrev över 11 000 arter och släkten med flugor vilket i snitt innebär ett beskrivet taxon om dagen under hela hans karriär.

## Arbeten i urval
- A synopsis of part of the Neotropical Crane-flies of the subfamily Limnobinae (Tipulidae) 69 p - 4 pl (1913).